# Choix d'investissement
Le choix d'investissement est un des domaines de la finance. Dans la finance d'entreprise, il consiste à identifier les investissements les plus rentables, c'est-à-dire le plus souvent à choisir entre des investissements alternatifs (machine-outil A ou machine-outil B ?), et des investissements externatifs (machine-outil C en fonction de la machine-outil X) . Mais plus globalement, par exemple en finance de marché, le choix d'investissement consiste à évaluer des actifs pour décider de l'allocation des ressources (voir évaluation du prix d'une action, évaluation d'obligation).

## Principe du choix d'investissement
Les investissements correspondent avant tout à des choix économiques : (projets de développement ou de rationalisation d'activités existantes, lancement de nouvelles activités...) comme il existe généralement plusieurs solutions pour lancer de tels projets, se pose la question du choix des moyens, donc du type d'investissements appropriés.
Ces investissements doivent du point de vue financier créer de la valeur, c'est-à-dire rapporter un taux de rentabilité supérieur au coût d'opportunité du capital. Un investissement qui crée de la valeur enrichira les financeurs (actionnaires, banque), un investissement qui détruit de la valeur les appauvrira, ceci est immuable.

## Démarche de choix d'investissement
En règle générale, on procède de la manière suivante :
- identification de l'investissement
- détermination des flux spécifiques à l'investissement :
  - coût d'investissement, en incluant toutes les dépenses liées
  - flux de trésorerie qui seront dégagés par cet investissement
  - durée de vie de l'investissement
  - flux de fin de vie, correspondant aux recettes, ou dépenses, arrivant à la fin de l'utilisation de l'investissement (frais de démantèlement, cession...)
- utilisation de critères de choix d'investissement
  - Valeur actuelle nette (VAN)
  - Payback (Délai de récupération)
  - Taux Interne de Rendement (TIR) ou Taux de rentabilité interne (TRI)
  - Indice de profitabilité
- Analyse de sensibilité des résultats à différents scénarios
- Prise de décision

## Critères de choix d'investissement
- La VAN (Valeur actuelle nette) représente la différence entre le coût initial de l'investissement, et la valeur actuelle des flux de trésorerie dégagés par cet investissement.
- Le Payback (délai de récupération) représente le temps nécessaire pour que les flux de trésorerie dégagés rentabilisent le coût d'investissement initial.
- Le Taux Interne de Rendement (TIR) ou Taux de rentabilité interne (TRI) représente le taux d'actualisation qui annule la VAN.
- L'indice de profitabilité représente le rapport entre l'investissement engagé, et les flux de trésorerie dégagés.